# Aaron Lipstadt
Pour les articles homonymes, voir Lipstadt.
Aaron Lipstadt (né le 12 novembre 1952) est un réalisateur américain.
Il a réalisé Androïde (1984) et City Limits (en) (1985).